# Armstrong, Beere and Hime-panoramat
Armstrong, Beere and Hime-panoramat är ett nästan helt komplett panorama över staden Toronto. Fotot togs 1856–1857 av företaget Armstrong, Beere and Hime. Fotografiet är det första kända fotot av staden och ger en unik bild över hur staden såg ut vid den tiden i historien. Totalt togs 25 foton. 13 utgjorde nästan hela panoramat. Andra togs på olika betydande byggnader.

## Panoramat

Panoramat ihopmonterat.

## De enskilda fotografierna

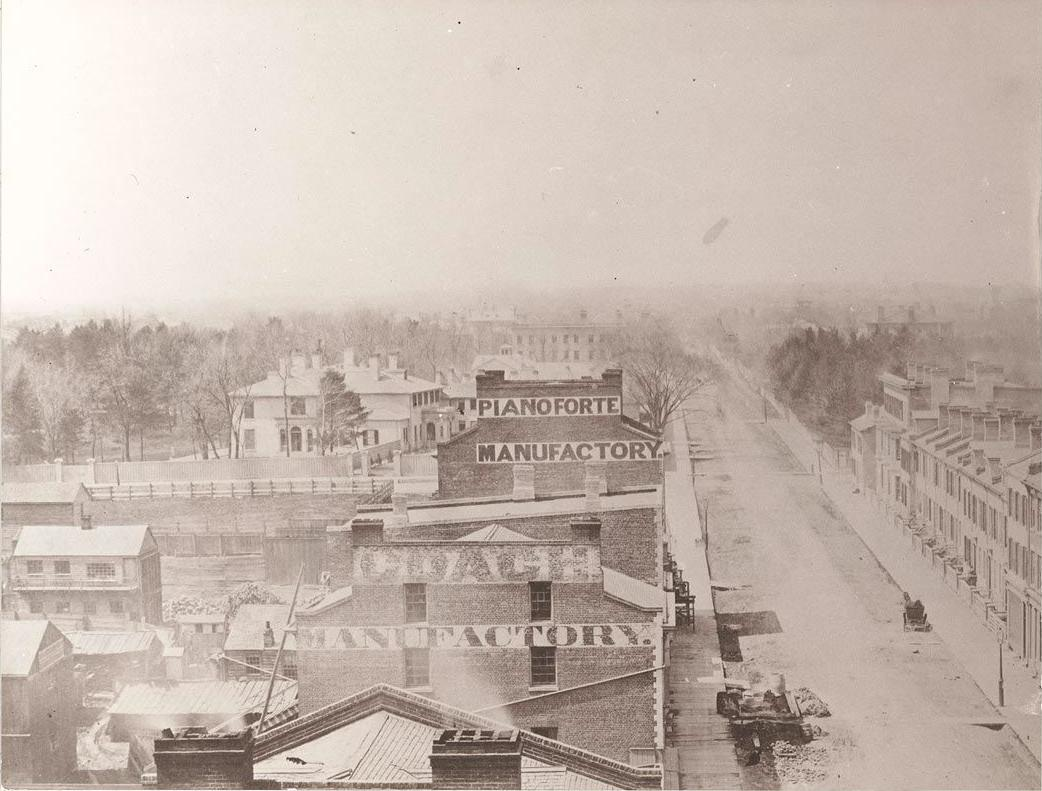
Vy åt väster mot King Street West Government House kan ses på södra sidan av gatan.
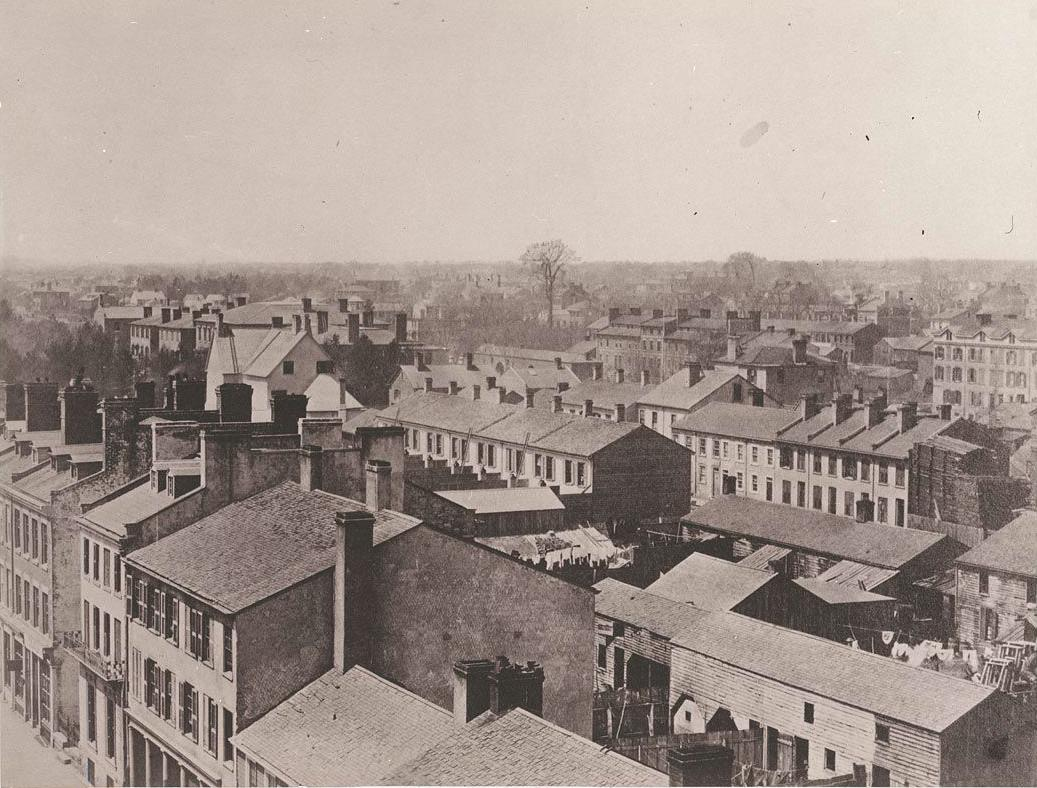
Vy åt västnordväst
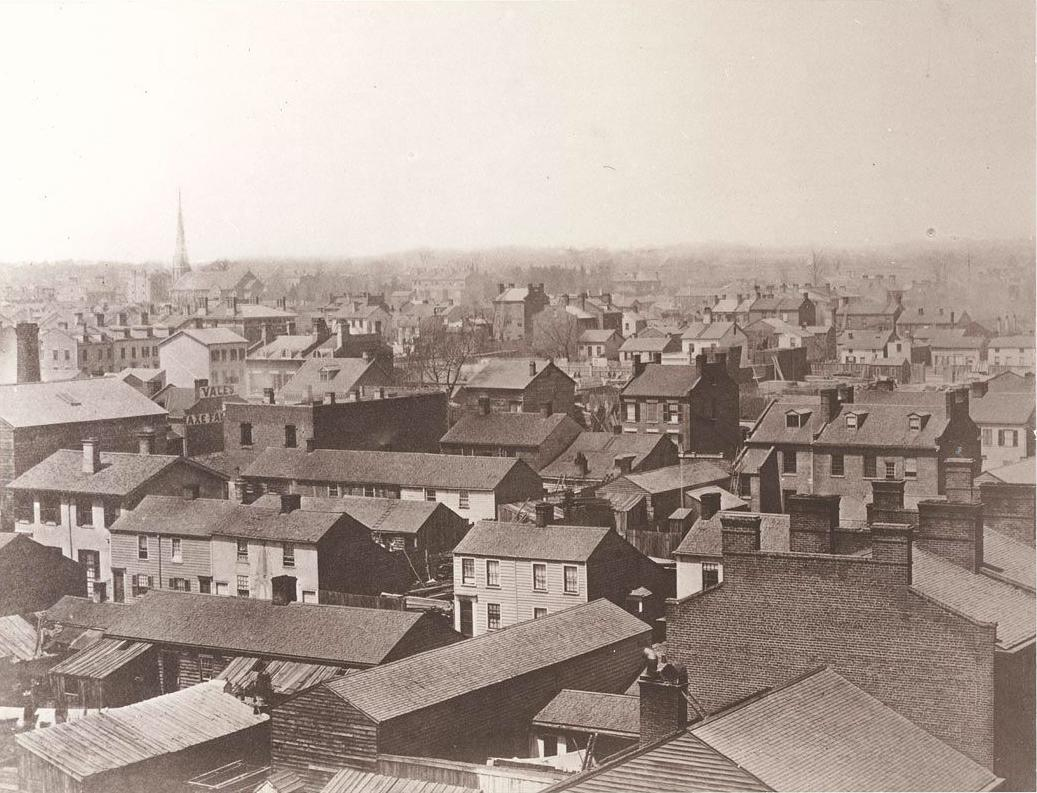
Vy åt nordnordväst
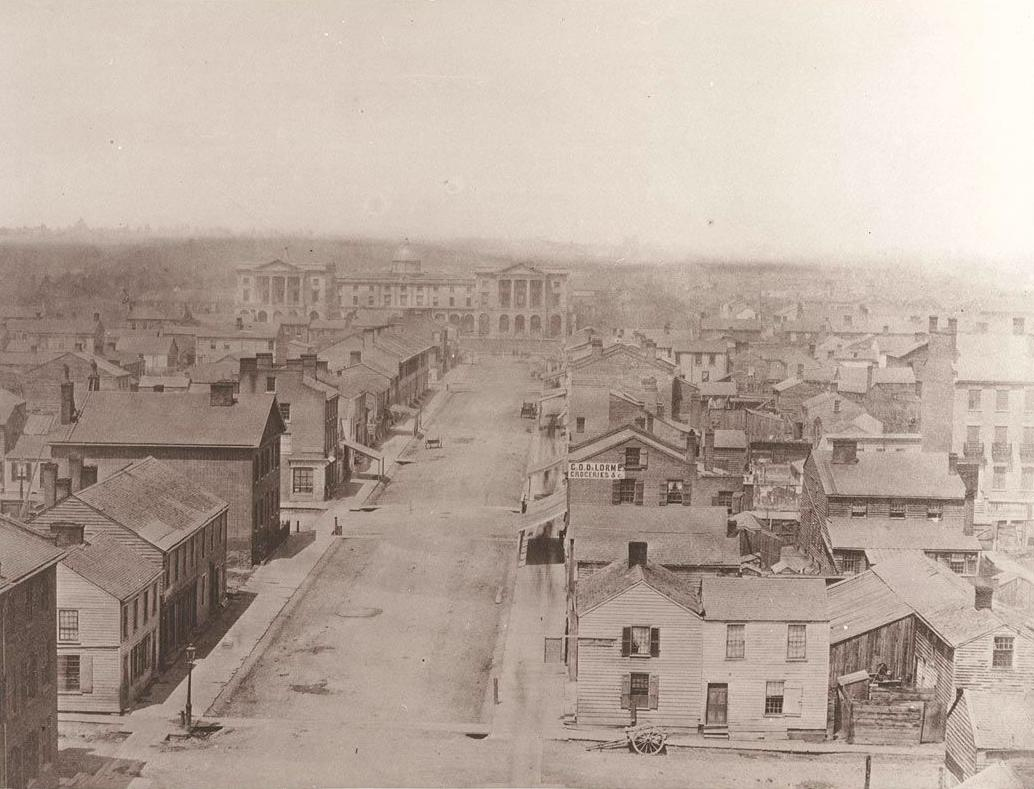
Vy uppför York Street. Osgoode Hall är synlig i slutet av gatan
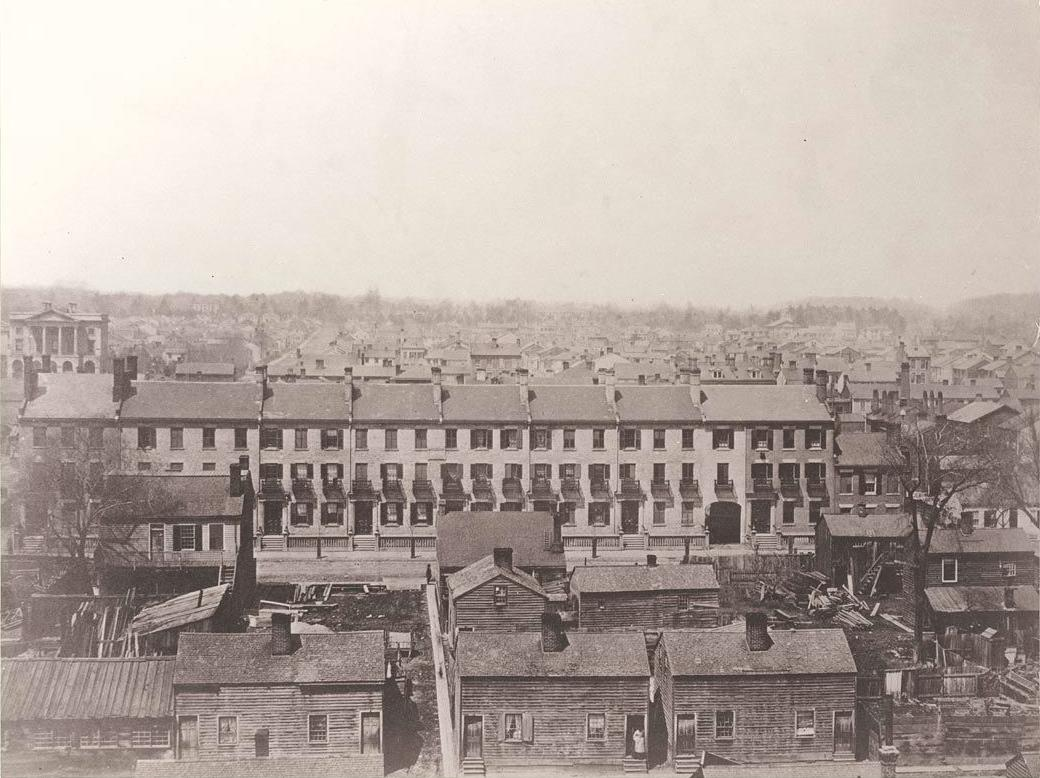
Vy åt nordnordöst
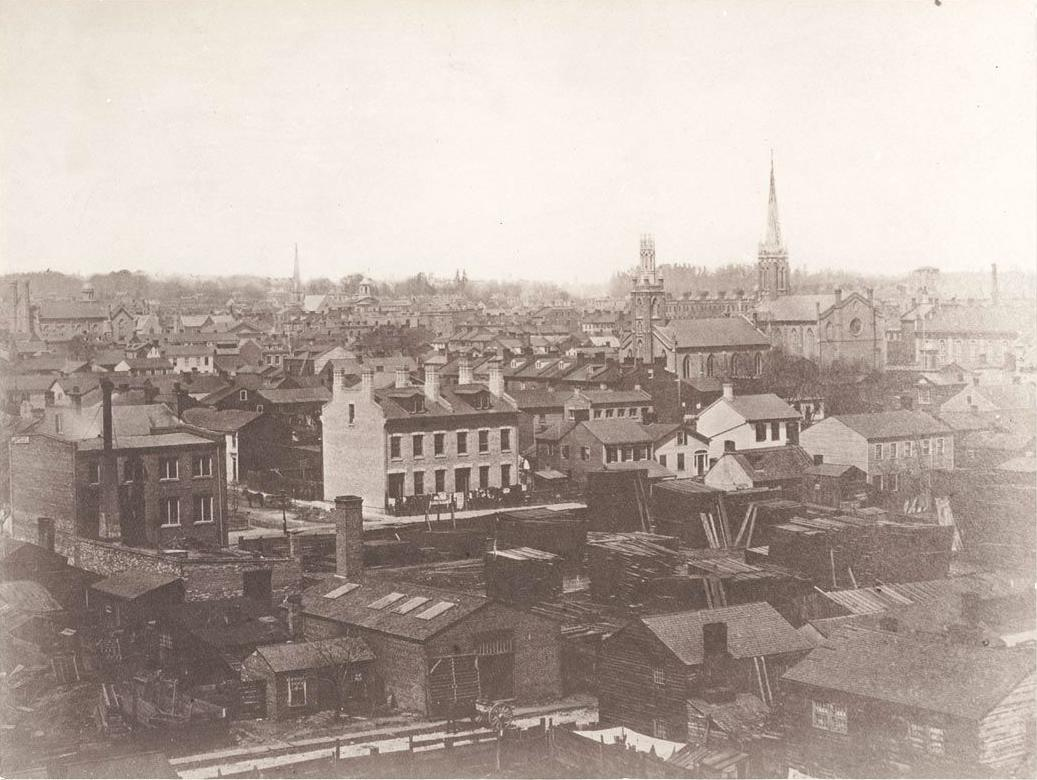
Vy åt nordöst. Till vänster syns Church of the Holy Trinity och i mitten ses spiran från Toronto Normal School. Till höger ses en grupp kyrkor av vilka en är Knox Presbyterian (photo)
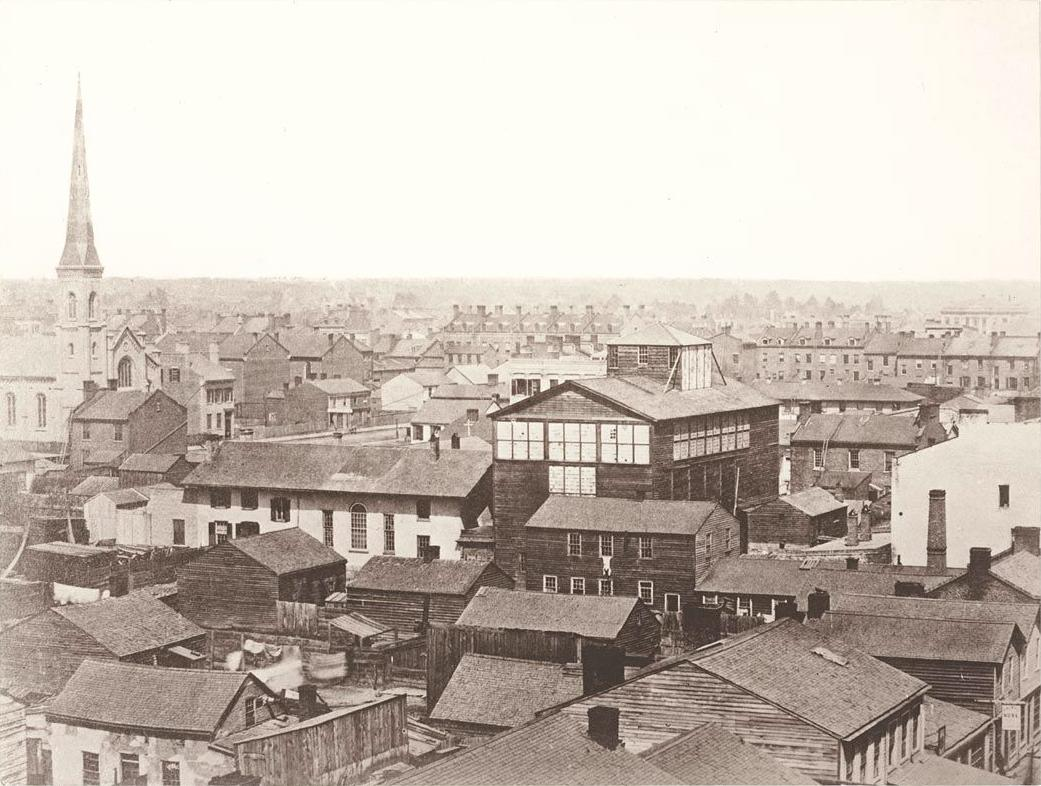
Vy åt östnordöst
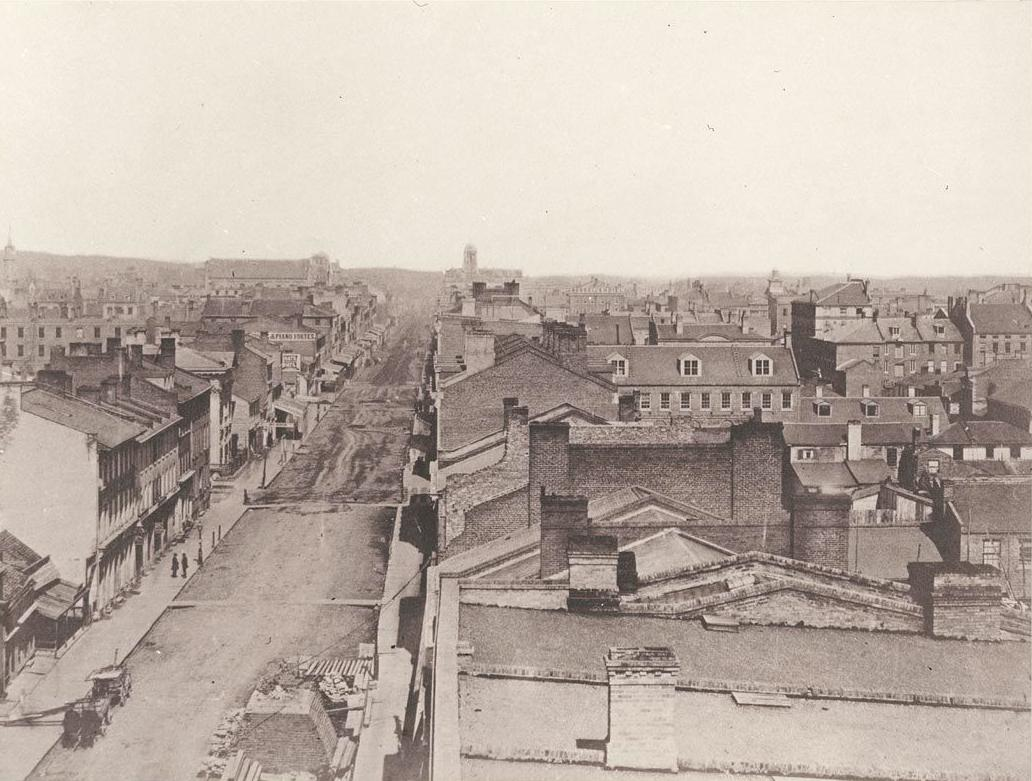
Vy åt öster längs med King Street. På norra sidan syns St. James Cathedral, vilken då inte hade spira. Längs gatan syns St. Lawrence Hall
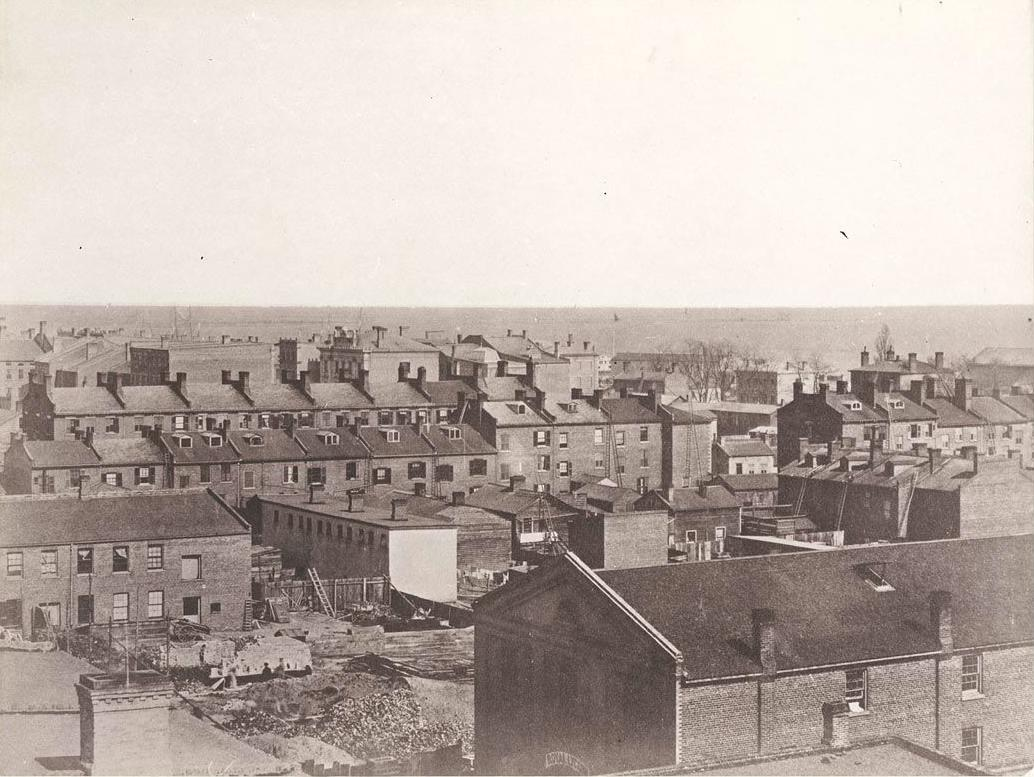
Vy åt östsydöst
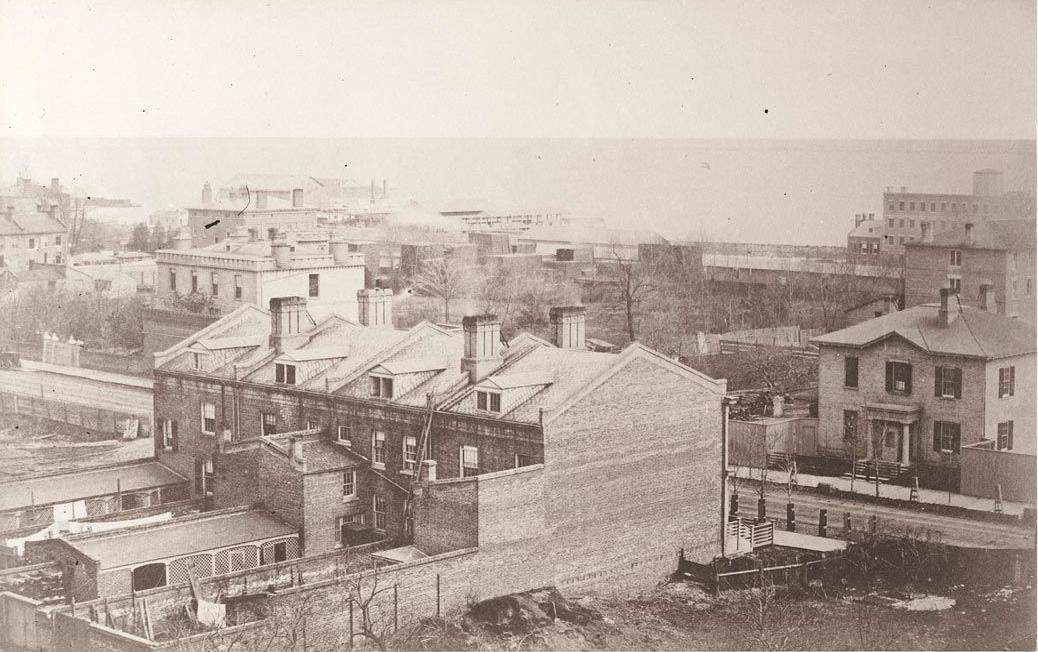
Vy åt sydsydöst
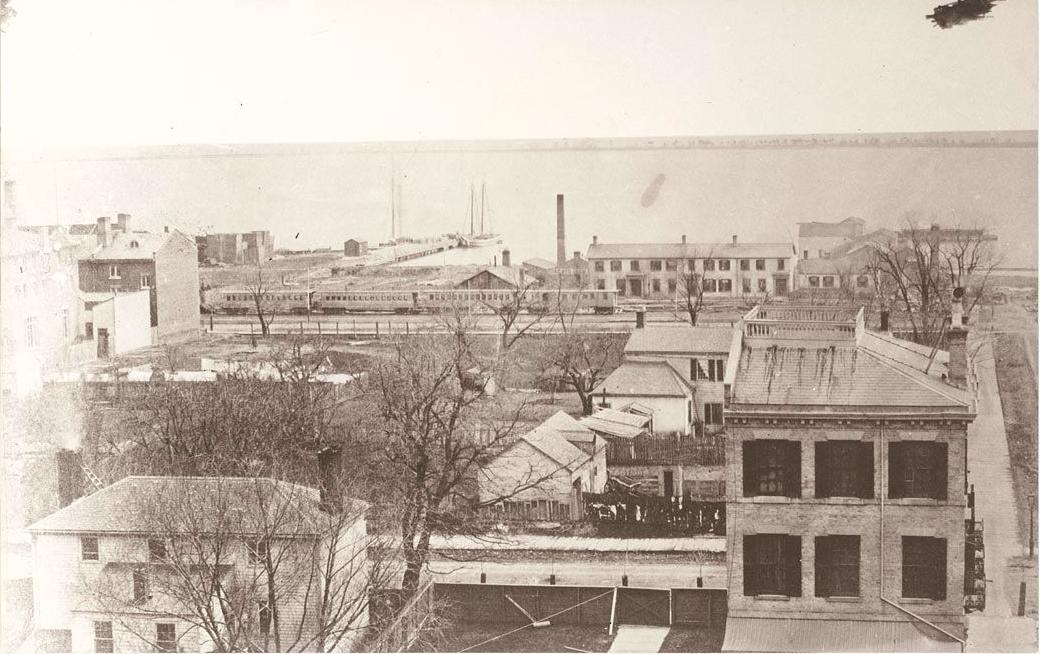
Vy söderut mot Torontos hamn. Ett tåg ses på järnvägen
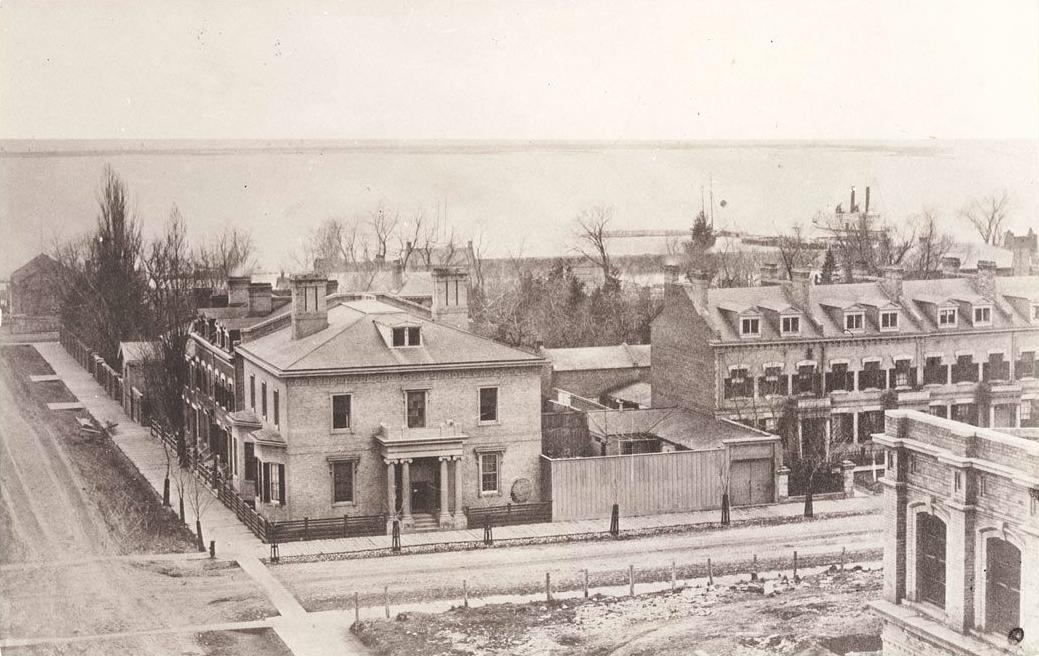
Vy åt sydsydväst
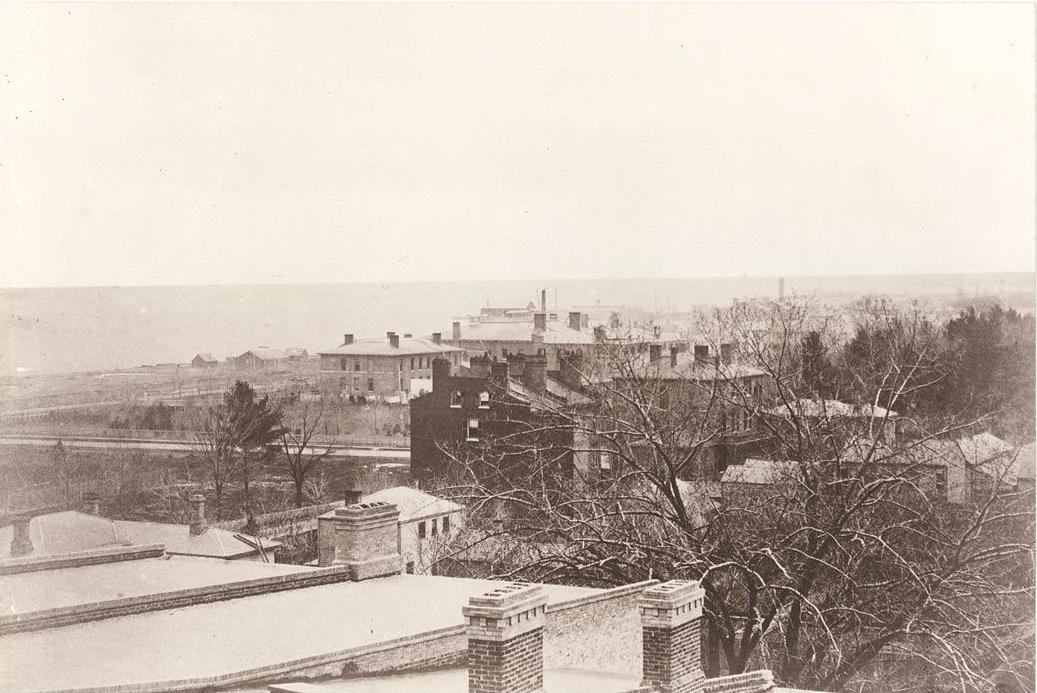
Vy åt sydväst. Det som då var Provincial Parliament ses på bilden.